# Castelraimondo
Castelraimondo là một đô thị ở tỉnh Macerata ở vùng Marche, có vị trí cách khoảng 60 km về phía tây nam của Ancona và khoảng 35 km về phía tây nam của Macerata. Tại thời điểm ngày 31 tháng 12 năm 2004, đô thị này có dân số 4.733 người và diện tích là 44,9 km².
Đô thị Castelraimondo có các frazioni (các đơn vị trực thuộc, chủ yếu là các làng) Crispiero, Castel S.Maria, Rustano, Brondoleto, Collina, S.Angelo, và Carsignano.
Castelraimondo giáp các đô thị: Camerino, Fiuminata, Gagliole, Matelica, Pioraco, San Severino Marche, Serrapetrona.